# Мюррей, Александр, 6-й граф Данмор
Александр Эдвард Мюррей, 6-й граф Данмор (англ. Alexander Edward Murray, 6th Earl of Dunmore; 1 июня 1804 — 15 июля 1845) — шотландский пэр.

## Происхождение
Родился 1 июня 1804 года. Старший сын Джорджа Мюррея, 5-го графа Данмора (1762—1836), и леди Сьюзан Гамильтон (1774—1846), дочери Арчибальда Гамильтона, 9-го герцога Гамильтона, и леди Гарриет Стюарт, дочери 6-го графа Галлоуэя.

## Карьера
Капитан 9-го уланского полка, он служил адъютантом принца Адольфа, герцога Кембриджского.
После смерти отца 11 ноября 1836 года он стал 2-м бароном Данмором в Пэрстве Соединённого Королевства, что автоматически дало ему место в Палате лордов, а также 6-м виконтом Финкаслом (Пэрство Шотландии), 6-м графом Данмором (Пэрство Шотландии) и 6-м лордом Мюрреем из Блэра, Мулена и Тиллемота (Пэрство Шотландии). Он унаследовал Гебридский остров Гаррис, поместье площадью 150 000 акров.

## Личная жизнь
27 сентября 1836 года во Франкфурте-на-Майне, Германия, виконт Финкасл женился на леди Кэтрин Герберт (31 октября 1814 — 12 февраля 1886), дочери генерала Джорджа Герберта, 11-го графа Пембрука, и Екатерины Воронцовой (дочери графа Семёна Воронцова, посла России в Великобритании). После свадьбы они жили в Лондоне, где его жена стала фрейлиной королевы Виктории, а их дети играли в Букингемском дворце с будущим Эдуардом VII . У супругов было четверо детей:
- Леди Сьюзен Кэтрин Мэри Мюррей (1837 — 27 апреля 1915), в 1860 году она вышла замуж во второй раз за Джеймса Карнеги, 9-го графа Саутеска[1].
- Леди Констанция Юфемия Воронцов Мюррей (1838 — 16 марта 1922)[6], которая в 1864 году вышла замуж за Уильяма Элфинстоуна, 15-го лорда Элфинстоуна[1].
- Чарльз Адольфус Мюррей, 7-й граф Данмор (24 марта 1841 — 27 августа 1907), который в 1866 году женился на леди Гертруде Кук, дочери Томаса Кука, 2-го графа Лестера, и Джулианы Уитбред (дочери Сэмюэля Чарльза Уитбреда)[1]
- Леди Виктория Александрина Мюррей (24 марта 1845 — 27 августа 1911), которая в 1887 году вышла замуж за преподобного Генри Канлиффа, сына сэра Роберта Канлиффа, 4-го баронета[1].

Лорд Данмор скончался в своей резиденции в Стретеме 15 июля 1845 года, ему наследовал его единственный сын Чарльз.